# Aptenia cordifolia
Aptenia cordifolia (L.f.) Schwantes, el rocío, entre otros nombres vernáculos, es una especie de planta ornamental perteneciente a la familia de las aizoáceas.

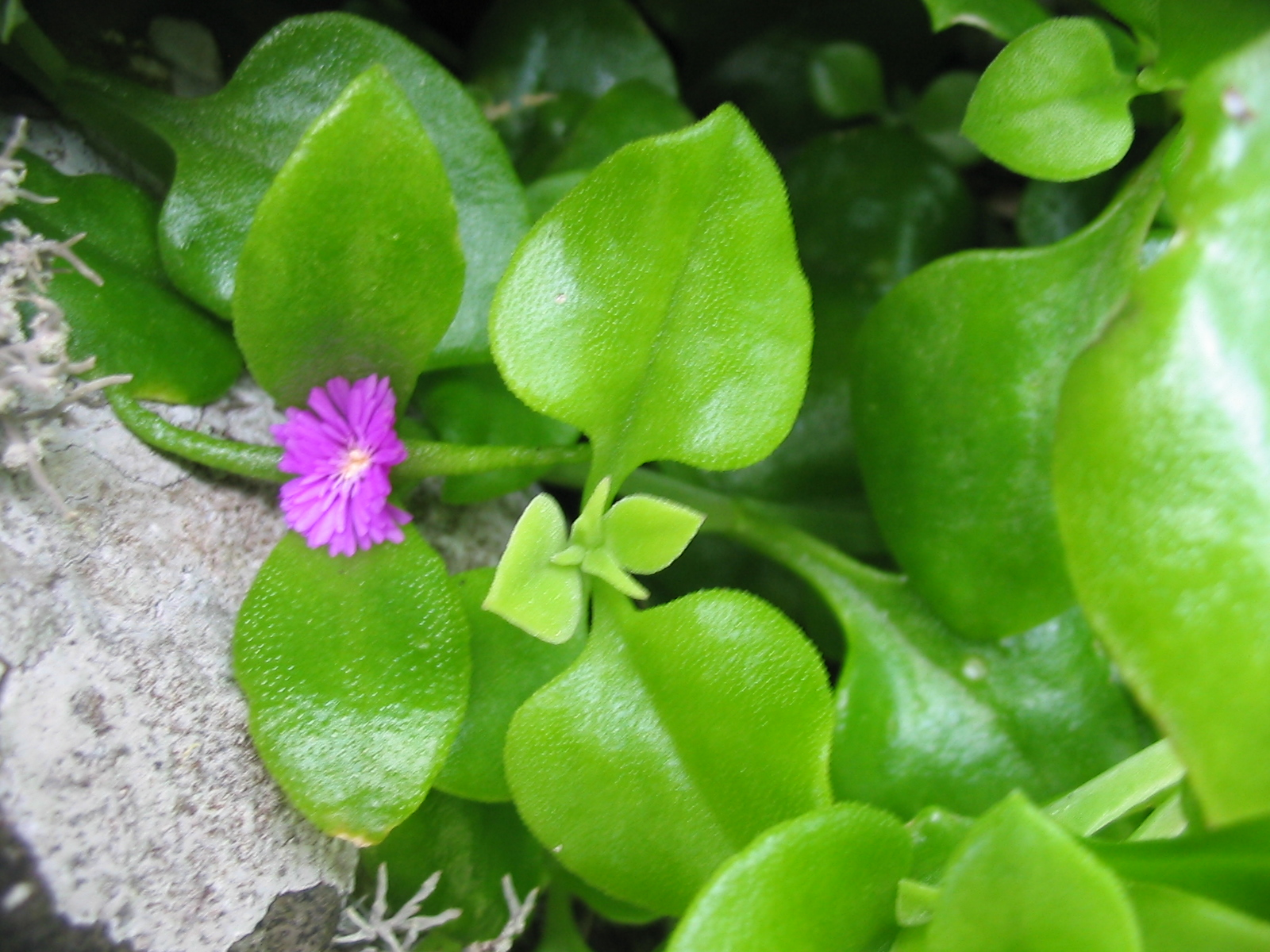
Detalle de las hojas y flor de Aptenia cordifolia

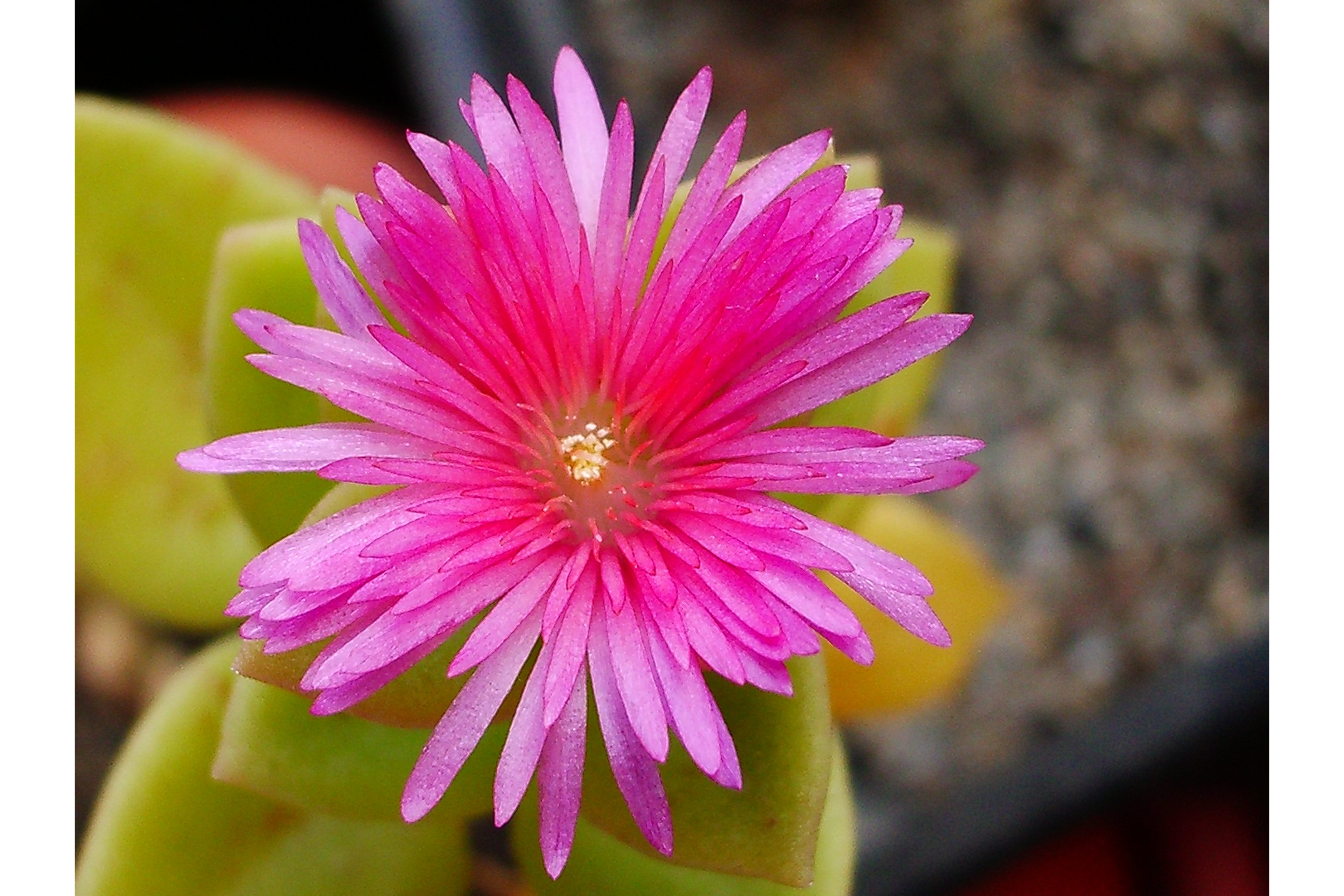
Detalle de la flor de Aptenia x "Red Apple"

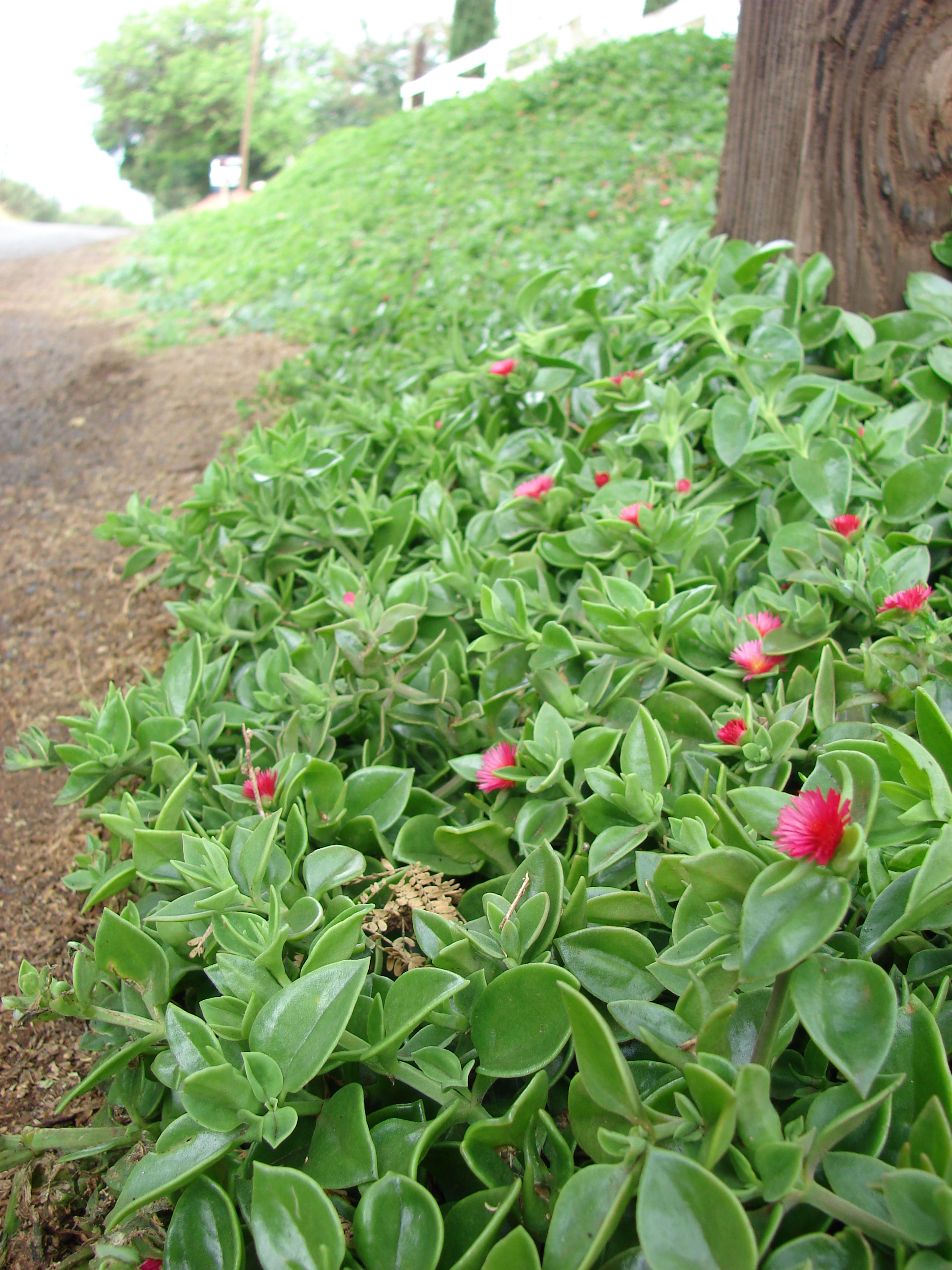
Detalle del híbrido Aptenia x "Red Apple"

## Descripción
Aptenia cordifolia es una planta rastrera que forma una alfombra de hierbas perennes de formación plana en grupos sobre el terreno a partir de una base. Los tallos pueden alcanzar unos 3 metros de largo. Las hojas de color verde brillante, carnosas, tienen generalmente forma de corazón de unos 3 centímetros de largo o más. Tiene brillantes flores de color rosa a púrpura que aparecen en las axilas de la hoja y están abiertas  durante el día. Estos verticilos colorados no son pétalos, sino  estaminodios no funcionales, como en todos los Aizoaceae. Tiene 4 tépalos (2+2) acrescentes en la fructificación.
El fruto es una cápsula de poco más de un centímetro de largo con semillas tuberculadas milimétricas de color pardo.
Aptenia x "Red Apple" es la más difundida en cultivo y es a menudo confundida con la verdadera Aptenia cordifolia. Se trata de un híbrido entre la propia Aptenia cordifolia y Aptenia haeckeliana, de crecimiento más vigoroso, flores que tienden a tener un color más rojizo (a diferencia de la auténtica A. cordifolia en la que son moradas) y hojas con una forma menos acorazonada y de color verde más brillante. Existe una forma variegada.

## Distribución geográfica
A. cordifolia es nativa de África meridional, pero es conocida ampliamente como planta ornamental. En algunas áreas crece silvestre como una especie introducida, a menudo después de haber escapado de cultivo.

## Cultivo
Esta planta es ideal para cubrir muros, rocallas y zonas peladas de césped. Debido a su extenso desarrollo, es útil para evitar el crecimiento de malas hierbas en el terreno donde se planta. También puede subsistir sin problemas en maceta.
La Aptenia cordiflora es muy fácil de cultivar. Necesita mucha luz para vivir, mejor a pleno sol. Con respecto a los riesgos, es muy resistente a la sequía, pero con la tierra húmeda crece rápidamente. Conviene que la tierra de cultivo tenga buen drenaje. No soporta las heladas. Se reproduce fácilmente a partir esquejes de los tallos desarrollados, raíces, semillas de su fruto capsular, incluso de sus propias hojas enterradas.

## Taxonomía
Aptenia cordifolia fue descrita  por  (L.f.) Schwantes y publicado en Gartenflora 77: 69, 1928, y, originalmente, como Mesembryanthemum cordifolium por  Carlos Linneo el Joven, Suppl. Pl., 260, 1782.
Etimología
Aptenia: nombre genérico que procede del griego apten, apters, que significa "sin alas", haciendo referencia a que las cápsulas carecen de filamentos alados.
cordifolia: epíteto que procede del latín cordis, que significa "corazón" y folius, que significa "follaje", aludiendo a las hojas acorazonadas de esta especie.
Sinonimia
- Tetracoilanthus cordifolius (L.f.) Rappa & Camarrone, Lav. Ist. Bot. Giard. Bot. Colon. Palermo, 5: 66, 1959 comb. invalid.
- Litocarpus cordifolius (L.f.) L.Bolus,  Flowering Plants of South Africa 7:261, 1927
- Mesembryanthemum cordifolium L.f., Suppl. Pl., pl.260, 1782 (=basiónimo)
- Aptenia cordifolia (L. f.) N.E.Br., Jour. Bot. (London) 66: 139, 1928
- Ludolfia cordifolius (L. f.) L.Bolus,  Flowering Plants of South Africa 7, 1927[3][4]

## Nombres vulgares
Agradecida, rocío, escarcha, sin sol no me verás, ombligo de la reina, mata la sombra, chisme, pichón.